# Seututie 249
Pour les articles homonymes, voir Route 249.
La route régionale 249 (finnois : Seututie 249) est une route régionale allant de Keikyä dans la municipalité de  Sastamala jusqu'à Kyröskoski dans la municipalité d'Hämeenkyrö en Finlande,,.

## Présentation
La seututie 249 est une route régionale de Pirkanmaa.
La route commence à son intersection de la route nationale 12 à l'est de Keikyä. 
Elle traverse l'ancien centre de Keikyä, où elle enjambe le fleuve Kokemäenjoki et croise la route de liaison 2481.
De Keikyä la route continue vers le nord et traverse l'ancien centre municipal Pehula de Äetsä.
Puis la route arrive à Kiikka, où elle passe sous la route principale 44 et sous la ligne Tampere-Pori.
Ensuite, la route 249 arrive  à Vammala au centre de Sastamala, où elle repasse sous la ligne Tampere-Pori.
Après Vammala, la route continue le long de la ligne Tampere-Pori et passe en dessous pour la troisième fois dans le village de Heinoo, environ cinq kilomètres avant Karkku.
Après avoir dépassé Karkku, la route s'ecarte de la ligne Tampere–Pori et croise la route nationale 11 à Häijää.
Puis, la route continue vers le nord, en longeant les lacs Haukijärvi et Mustajärvi dans la municipalité d'Hämeenkyrö, pour finalement se terminer au rond-point de la route nationale 3 en limite de Kyröskoski, où commence la route de liaison 3002 menant au centre de Kyröskoski.